# بوسناسکو
بوسناسکو (به ایتالیایی: Bosnasco) یک کومونه در ایتالیا است که در استان پاویا واقع شده‌است.

## خصوصیات
بوسناسکو ۴٫۸ کیلومترمربع مساحت و ۶۱۶ نفر جمعیت دارد.